# Armel Traoré
Pour les articles homonymes, voir Traoré.
Armel Traoré, né le 23 janvier 2003 à Créteil dans le Val-de-Marne, est un joueur français de basket-ball évoluant au poste d'ailier fort.

## Biographie
Armel Traoré est le grand frère de Nolan Traoré, également joueur professionnel de basket-ball.

### Premiers pas dans le basket-ball
Il débute le basket-ball à l'âge de cinq ans en prenant sa première licence en 2008 au COC Chennevières. Il y reste cinq saisons puis rejoint ensuite le club de la Saint-Charles Charenton de 2013 à 2018. Il intègre en parallèle le Pôle Espoirs de l'Île-de-France en 2016. Durant la saison 2017-2018, Armel Traoré évolue notamment en championnat minimes France et le domine en tournant à plus de 20 points de moyenne par match.
En 2018, il est admis au Centre fédéral. Il joue d'abord grandement avec les cadets France avant d'évoluer à plein temps avec l'équipe junior en NM1 de 2019 à 2021. Lors de la dernière saison, il est le leader de son équipe au scoring (15,4 points), devant Ousmane Dieng et Victor Wembanyama.

### Carrière professionnelle
En sortant du Pôle France, Armel Traoré prend la direction de l'AS Monaco. En manque de temps de jeu, il rejoint l'ALM Évreux en prêt à la fin de la saison 2021-2022.
Lors de la saison 2022-2023, Traoré évolue sous les couleurs des Metropolitans 92. Il devient vice-champion de France sous les ordres de Vincent Collet.
En juin 2023, Armel Traoré s'engage à l'ADA Blois.
Bien que non sélectionné alors qu'il avait présenté sa candidature à la draft 2024 de la NBA, Armel Traoré signe un contrat two-way avec les Lakers de Los Angeles le 28 juin 2024. Il est coupé début février 2025. Traoré rejoint ensuite le Bàsquet Manresa, en première division espagnole, jusqu'à la fin de la saison 2024-2025 mais ne joue que 9 rencontres en raison d'une blessure.
En juillet 2025, Traoré s'engage sur deux saisons avec l'ASVEL Lyon-Villeurbanne, en première division française.

### Équipes de France jeunes
Durant l'été 2019, il joue ses premiers matchs internationaux en sélections de jeunes. Il prend part à sept rencontres lors du championnat d'Europe des moins de 16 ans. Il inscrit 90 points et prend 38 rebonds lors de la compétition.
En 2021, Armel Traoré devient vice-champion du monde U19.
En 2023, il remporte le championnat d'Europe U20. En moyenne, il y inscrit 8,9 points par match, prend 6,3 rebonds et délivre un peu plus d'une passe décisive.

## Palmarès et distinctions individuelles

### En club
Metropolitans 92
- Vice-champion de France : 2023.

### En sélection
- Médaille d'argent du championnat d'Europe des moins de 16 ans 2019.
- Médaille d’argent de la coupe du monde des moins de 19 ans en 2021.
- Médaille d'or du championnat d'Europe des moins de 20 ans 2023.